# Live Killers
«Live Killers» — концертний альбом британського рок-гурту «Queen», що вийшов 22 червня 1979 року.
Під час релізу він отримав дуже негативні відгуки від критиків. У ретроспективній оцінці Грег Прато з AllMusic знайшов первинну реакцію незрозумілою, назвавши альбом "відмінним документом Queen у розпал сили їхнього арена-року 70-х".

## Передумови
Альбом записали під час живого виступу європейського етапу світового турне для просування альбому «Queen» «Jazz», в період з січня по березень 1979 року.
Гурт самостійно спродюсував альбом, він став першою їхньою змікшованою роботою у власній студії Mountain Studios в Монтре, Швейцарія.
Гітарист Браян Мей і барабанщик Роджер Тейлор пізніше заявили на американському радіо-шоу In the Studio with Redbeard (яке висвітлювало створення альбому «The Game» 1980 року), що гурт сам змікшував «Live Killers» і був незадоволений кінцевим міксом.
Попри це, альбом посів 3 позицію в UK Albums Chart і 16 позицію в Billboard 200 у США, отримавши двічі платинову сертифікацію в США.
На територіях за межами США, Європи та Канади, Elektra Records у 1985 році повторно випустила коротшу і відредаговану версію альбому під назвою «Queen Live».
У релізі 1994 року, який вийшов як частина Digital Master Series від EMI Records, не було покращено якості попереднього випуску. Пізніше Пітер М'ю у 2001 році ремастував і відновив альбом у кращій якості.

## Список композицій
| Сторона 1 | Сторона 1                                                                        | Сторона 1       | Сторона 1  |
| #         | Назва                                                                            | Автор           | Тривалість |
| --------- | -------------------------------------------------------------------------------- | --------------- | ---------- |
| 1.        | «We Will Rock You» (невідомо)                                                    | Браян Мей       | 3:18       |
| 2.        | «Let Me Entertain You» (невідомо)                                                | Фредді Мерк'юрі | 3:15       |
| 3.        | «Death on Two Legs (Dedicated to...)» (Барселона 20 лютого, Франкфурт 2 лютого)  | Фредді Мерк'юрі | 3:31       |
| 4.        | «Killer Queen» (Франкфурт 2 лютого)                                              | Фредді Мерк'юрі | 1:59       |
| 5.        | «Bicycle Race» (Франкфурт 2 лютого)                                              | Фредді Мерк'юрі | 1:28       |
| 6.        | «I'm in Love with My Car» (Цюрих 4 лютого)                                       | Роджер Тейлор   | 2:08       |
| 7.        | «Get Down, Make Love» (Барселона 20 лютого, Париж 1 березня, Франкфурт 2 лютого) | Фредді Мерк'юрі | 4:31       |
| 8.        | «You're My Best Friend» (невідомо)                                               | Джон Дікон      | 2:08       |

| Сторона 2 | Сторона 2                                               | Сторона 2       | Сторона 2  |
| #         | Назва                                                   | Автор           | Тривалість |
| --------- | ------------------------------------------------------- | --------------- | ---------- |
| 9.        | «Now I'm Here» (невідомо)                               | Браян Мей       | 8:42       |
| 10.       | «Dreamer's Ball» (Ліон 17 лютого)                       | Браян Мей       | 3:44       |
| 11.       | «Love of My Life» (Париж 27 лютого, Франкфурт 2 лютого) | Фредді Мерк'юрі | 4:57       |
| 12.       | «'39» (Франкфурт 2 лютого)                              | Браян Мей       | 4:26       |
| 13.       | «Keep Yourself Alive» (Ліон 17 лютого)                  | Браян Мей       | 4:02       |

| Сторона 3 | Сторона 3                                                                         | Сторона 3       | Сторона 3  |
| #         | Назва                                                                             | Автор           | Тривалість |
| --------- | --------------------------------------------------------------------------------- | --------------- | ---------- |
| 14.       | «Don't Stop Me Now» (Ліон 17 лютого)                                              | Фредді Мерк'юрі | 4:28       |
| 15.       | «Spread Your Wings» (невідомо)                                                    | Джон Дікон      | 5:17       |
| 16.       | «Brighton Rock» (Париж 28 лютого і 1 березня, Франкфурт 2 лютого, Ліон 17 лютого) | Браян Мей       | 12:13      |

| Сторона 4 | Сторона 4                                                           | Сторона 4                      | Сторона 4  |
| #         | Назва                                                               | Автор                          | Тривалість |
| --------- | ------------------------------------------------------------------- | ------------------------------ | ---------- |
| 17.       | «Bohemian Rhapsody (з вступом від «Mustapha»)» (Франкфурт 2 лютого) | Фредді Мерк'юрі                | 6:02       |
| 18.       | «Tie Your Mother Down» (Франкфурт 2 лютого)                         | Браян Мей                      | 3:40       |
| 19.       | «Sheer Heart Attack» (невідомо)                                     | Роджер Тейлор                  | 3:35       |
| 20.       | «We Will Rock You» (Франкфурт 2 лютого)                             | Браян Мей                      | 2:48       |
| 21.       | «We Are the Champions» (Париж 27 лютого)                            | Фредді Мерк'юрі                | 3:27       |
| 22.       | «God Save the Queen» (Роттердам 30 січня)                           | народна, аранжування Браян Мей | 1:31       |

## Пропущені треки
- «Somebody to Love»
- «Fat Bottomed Girls»
- «If You Can't Beat Them»
- «It's Late»

## Сингли
- «Love of My Life» (виступ у Festhalle, Франкфурт, 2 лютого 1979, — редагована версія)/«Now I'm Here» (виступ у Festhalle, Франкфурт, 2 лютого 1979)
- «We Will Rock You» (швидка версія, наживо)/«Let Me Entertain You» (наживо) – Elektra E46532; випущено у серпні 1979

## Учасники запису
- Фредді Мерк'юрі — головний вокал, піаніно
- Браян Мей — гітари, бек-вокал
- Роджер Тейлор — ударні, бубон, литаври, головний вокал в «I'm In Love With My Car»
- Джон Дікон — бас-гітара, бек-вокал, трикутник

Виробництво
- Джордж Маріно — мастерінг, Sterling Sound, Нью-Йорк

## Чарти
| Країна          | Чарти   | Чарти | Продано      | Продано   |
| Країна          | Позиція | Тижні | Сертифікація | Продано   |
| --------------- | ------- | ----- | ------------ | --------- |
| Австрія         | 3       | 12    | Золото       | 40,000    |
| Велика Британія | 3       | 27    | Золото       | 380,000   |
| Німеччина       | 4       | ?     | Золото       | 450.000   |
| Японія          | 9       | ?     | ?            | 250.000   |
| Нідерланди      | 10      | ?     | ?            | 80.000    |
| Норвегія        | 10      | 7     | ?            | 100.000   |
| Швеція          | 15      | 4     | ?            | 50.000    |
| США             | 16      | 14    | 2хПлатина    | 2,500,000 |
| Швейцарія       | 34      | 2     | Золото       | 10.000    |
| Канада          | ?       | ?     | ?            | 150.000   |